# Ролевиці
Ролевиці (пол. Rolewice) — село в Польщі, у гміні Добеґнев Стшелецько-Дрезденецького повіту Любуського воєводства.
Населення — 206 осіб (2011).
У 1975-1998 роках село належало до Гожовського воєводства.

## Демографія
Демографічна структура станом на 31 березня 2011 року:
|          | Загалом | Допрацездатний вік | Працездатний вік | Постпрацездатний вік |
| -------- | ------- | ------------------ | ---------------- | -------------------- |
| Чоловіки | 109     | 19                 | 83               | 7                    |
| Жінки    | 97      | 16                 | 60               | 21                   |
| Разом    | 206     | 35                 | 143              | 28                   |